# Норт-Олмстед (Огайо)
Норт-Олмстед (англ. North Olmsted) — місто (англ. city) в США, в окрузі Каягога штату Огайо. Населення — 32 442 особи (2020).

## Географія
Норт-Олмстед розташований за координатами 41°24′54″ пн. ш. 81°55′9″ зх. д. / 41.41500° пн. ш. 81.91917° зх. д. (41.414983, -81.919039).  За даними Бюро перепису населення США в 2010 році місто мало площу 30,24 км², уся площа — суходіл.

## Демографія
Згідно з переписом 2010 року, у місті мешкало 32 718 осіб у 13 645 домогосподарствах у складі 8893 родин. Густота населення становила 1082 особи/км².  Було 14500 помешкань (480/км²).
Расовий склад населення:
| - 92,6 % — білих - 2,7 % — азіатів - 2,0 % — чорних або афроамериканців - 0,1 % — корінних американців |

До двох чи більше рас належало 1,7 %. Частка іспаномовних становила 3,5 % від усіх жителів.
За віковим діапазоном населення розподілялося таким чином: 20,7 % — особи молодші 18 років, 61,5 % — особи у віці 18—64 років, 17,8 % — особи у віці 65 років та старші. Медіана віку мешканця становила 43,5 року. На 100 осіб жіночої статі у місті припадало 93,4 чоловіків;  на 100 жінок у віці від 18 років та старших — 90,9 чоловіків також старших 18 років.
Середній дохід на одне домашнє господарство  становив 71 789 доларів США (медіана — 60 792), а середній дохід на одну сім'ю — 82 194 долари (медіана — 72 617). Медіана доходів становила 51 653 долари для чоловіків та 41 268 доларів для жінок. За межею бідності перебувало 7,9 % осіб, у тому числі 12,9 % дітей у віці до 18 років та 6,7 % осіб у віці 65 років та старших.
Цивільне працевлаштоване населення становило 16 543 особи. Основні галузі зайнятості: освіта, охорона здоров'я та соціальна допомога — 20,4 %, роздрібна торгівля — 14,0 %, виробництво — 14,0 %.